# 黄琪玉
黄琪玉（1957年8月—），福建上杭人，中华人民共和国政治人物，曾任福建省人民政府副省长，福建省人大常委会副主任、党组副书记，现任福建省总工会主席。第八届和第九届中共福建省委委员，福建省第十二届人大常委会副主任，福建省第十次党代会代表以及福建省第十三届人大代表。
1994年09月起，担任正处级职务，期间于1992年12月至1994年12月挂职任长汀县副县长。1997年12月起，担任福建省农业厅副厅长、党组成员。1998年08月起，任福建省政府副秘书长、办公厅党组成员。2004年3月至5月，在福建省委党校地厅级干部进修班学习。2005年05月起，任福建省国土资源厅党组书记，继续担任省政府副秘书长、办公厅党组成员。同年07月起，任福建省国土资源厅厅长、党组书记。2008年04月起，任福建省三明市委书记。2013年02月起，任福建省人民代表大会常务委员会副主任、党组成员。2015年07月起，任福建省政府副省长、党组成员。2018年01月起，再次担任福建省人大常委会副主任、党组副书记。同年07月起，兼任省总工会主席。
2018年10月25日，中华全国总工会第十七届执行委员会召开第一次全体会议，选举全总十七届执委会主席、副主席和主席团委员，他当选为全总主席团委员。
2021年，辞任福建省人大常委会副主任。